# گریفینز میلز (نیویورک)
گریفینز میلز (به انگلیسی: Griffins Mills) یک منطقهٔ مسکونی در ایالات متحده آمریکا است که در نیویورک واقع شده‌است. گریفینز میلز ۲۸۴٫۰۸ متر بالاتر از سطح دریا واقع شده‌است.